# زیردریایی یو-۱۰۶۰
زیردریایی یو-۱۰۶۰ (به انگلیسی: German submarine U-1060) یک زیردریایی بود که طول آن ۷۷٫۶۳ متر (۲۵۴ فوت ۸ اینچ) بود. این زیردریایی در سال ۱۹۴۳ ساخته شد.